# اویگاوا، شیزوئوکا
اویگاوا، شیزوئوکا (به لاتین: Ōigawa, Shizuoka) یک منطقهٔ مسکونی در ژاپن است که در ناحیه چوبو واقع شده‌است. اویگاوا ۲۲٬۶۹۵ نفر جمعیت دارد.